# Marin Drinov
Marin Drinov (Panagjurište, 20 ottobre 1838 – Charkiv, 28 febbraio 1906) è stato uno storico bulgaro.
Marin Stoyanov Drinov è uno storico, filologo e statista revival bulgaro che ha lavorato per la maggior parte della sua vita nell'Impero russo.
È uno dei fondatori della storiografia bulgara, professore, cofondatore e primo presidente della Società letteraria bulgara, oggi Accademia bulgara delle scienze.
Il secondo cittadino onorario di Kjustendil, dove il primo zar della Russia - Ivan il Terribile - proveniva dalla linea zarista - attraverso Elena Dragaš. Consigliere capo di Alessandro II di Russia sulla questione bulgara nel corso della Guerra russo-turca (1877-1878).
La sua proposta è che Sofia sia la nuova capitale bulgara. Oggi prende il nome dalla casa editrice dell'Accademia Bulgara delle Scienze.